# HD132083
HD132083 — хімічно пекулярна зоря спектрального класу A4, що має видиму зоряну величину в смузі V приблизно  9,1.
Вона  розташована на відстані близько 623,6 світлових років від Сонця.